# Sitt al-Mulk
Sitt al-Mulk (lett. "Signora del Regno"; al-Mansuriyya, marzo 970 – 5 febbraio 1023) era figlia dell'imam fatimde al-‘Azīz, terzo figlio di al-Mu‘izz.
Il nome di Sitt al-Mulk era probabilmente Sultana ma ci si riferisce a lei con vari nomi come Sayyidat al-Mulk, Sitt al-Kull, al-Sayyida al-Sharīfa e al-Sitt al-‘Amma.
Il padre le dona il Piccolo Palazzo, una struttura che includeva quattro īwān con piscina, posizionata proprio di fronte alla principale residenza reale. Il suo palazzo venne abbellito con sculture in legno, alcune delle quali tuttora esistenti e conservate nel Museo d'arte islamica (Dār al-funūn) del Cairo.
Quattromila erano le donne che lavoravano per lei; la più famosa era Taqarrub, una premurosa, educata e gentile ragazza, già schiava di al-Sayyida al-‘Aziziyya, la madre di Sitt al-Mulk, ma si devono ricordare anche al-Maliha, una schiava di colore, e ‘Atuf, fondatrice di una divisione armata, detta al-atūfiyya per l'appunto. Come scorta personale al di fuori delle mura del palazzo, aveva a disposizione un intero squadrone militare, conosciuto come al-qaysariyya.
Intorno al 976 donne come la nonna, la zia, la madre di Sitt al-Mulk e, a volte lei stessa, furono promotrici di importanti costruzioni sia laiche che religiose.

Consapevole delle proprie capacità, cercava in ogni modo di trarre vantaggi dalla propria posizione di prestigio; a tale scopo sfruttava uomini potenti come l'agente nordafricano Abu l-‘Abbas Ahmad b. al-Maghribi, che aveva precedentemente lavorato per sua madre, o l'iracheno ‘Ali al-Jarjara'i, uno dei più importanti visir fatimidi che lavorò al servizio di Sitt al-Mulk fin quando, insoddisfatta del suo lavoro, essa lo licenziò.
Nel 983/993 il fratellastro di Sitt al-Mulk, Muhammad, designato da al-‘Azīz come erede legittimo, muore e al suo posto succede al-Mansur, di soli otto anni, col nome di al-Ḥākim bi-amr Allāh.

Al-‘Azīz morì nel 996 e, al momento della successione, si ebbe probabilmente un colpo di Stato ad opera della stessa Sitt al-Mulk, che intendeva assicurare la legittimità del trono al cugino ‘Abd Allah, figlio della zia paterna.
Verosimilmente, l'iniziativa del colpo di Stato non fu della sola Sitt al-Mulk e, secondo alcune voci non controllabili, la principessa avrebbe organizzato il colpo perché innamorata dello stesso cugino. Rimanendo nubile e non potendo, quindi, avere propri figli, decise di difendere i discendenti dello stesso sangue, permettendo ad Amina, moglie di al-Hākim, e al loro figlio ‘Ali di rifugiarsi nella sua residenza perché perseguitati dall'Imām.
Nel 1013 fu ucciso, per ordine dell'Imam al-Hakim, il qāḍi al-quḍāt (giudice supremo) Malik b. Sa‘īd e la causa sembra fosse Sitt al-Mulk, così come nel caso dell'amputazione delle mani del visir al-Jarjara'i e dell'uccisione di ‘Isa b. Nasturus, il noto vizir cristiano, anch'essi suoi alleati.
Per alcuni anni la figura di Sitt al-Mulk sembrò uscire dalla scena per riapparire in veste di protagonista in uno dei più celebri casi dell'intera storia islamica medievale: l'uccisione di al-Hākim. La notte del 13 febbraio 1021, quando al-Hākim scompare misteriosamente lasciando pensare ad una sua uccisione, dato il ritrovamento dei suoi vestiti sporchi di sangue, sono molti i motivi che portano a sospettare della sorellastra. Fra questi potenziali motivi possono essere ricordate le ricorrenti uccisioni dei suoi alleati e, di conseguenza, la paura per la propria vita, il sempre più stravagante comportamento del fratellastro e la disapprovazione del suo piano di successione. Secondo alcuni storici, la principessa sarebbe stata aiutata dal capo berbero Ibn Dawwās il quale, dopo averlo ucciso, le avrebbe portato il corpo che sarebbe poi stato sotterrato. Ibn Dawwās sarebbe stato pagato, ma in seguito forse ucciso con tutti coloro che in qualche modo erano stati coinvolti nell'omicidio, così da eliminare con loro ogni traccia del crimine.
Essendo minorenne l'erede al trono al-Zāhir, Sitt al-Mulk aveva tutto il potere nelle proprie mani: supervisionò pertanto ogni singolo aspetto dell'amministrazione, tanto che nessun tipo di progetto poteva essere intrapreso senza la sua autorizzazione. Abolì molte delle restrizioni imposte dal fratellastro, permise alle donne di indossare gioielli, rese lecito il bere vino e l'ascoltare e suonare musica, riformò il sistema fiscale e ridistribuì terre e proprietà confiscate da al-Hākim, soprattutto ai cristiani; perseguitò i drusi - convinti assertori divinizzazione dell'Imam fatimide al-Hākim, convinti nel ritorno dello stesso Imām - fino alla loro completa espulsione dall'Egitto.
Sitt al-Mulk morì di dissenteria il 5 febbraio 1023 all'età di 52 anni, in circostanze non del tutto chiare.